# Time and a Word
Time and a Word je druhé album progressive rockové skupiny Yes vydané v polovině roku 1970 v UK a v listopadu 1970 v USA. Toto album bylo posledním na kterém účinkovala původní sestava, protože Peter Banks byl před vydáním alba ze skupiny vyhozen.
Time and a Word (Atlantic 2400 006) dosáhlo pozice #45 v britské hitparádě, v USA se v hitparádě neumístilo.

## Album
Rozhodnutím použít smyčcová aranžmá na většině písní alba, byla role Petera Bankse jako kytaristy velmi omezená. Napětí ve skupině se stupňovalo a tak hned po dokončení alba začátkem roku 1970, byl Peter požádán, aby ze skupiny odešel, v březnu pak Bankse nahradil Steve Howe. Album obsahuje též dvě písně, které napsal Jon Anderson a jeho bývalý spoluhráč ze skupiny The Warriors, David Foster.
S příchodem kytaristy Steve Howea mohla skupina od léta do podzimu 1970 komponovat, zkoušet a nahrávat hudbu pro další album The Yes Album, které bylo vydáno následující jaro a které skupině přineslo velký úspěch.

## Obal alba
Americké a britské vydání mělo rozdílné obaly. Na britském vydání byla černo-bílá kresba nahé ženy, což bylo shledáno nežádoucím v USA a tak tam na obalu byl obrázek skupiny. I když byla na obalu skupina se Steve Howem, na albu ve skutečnosti nehrál. Na zadním obalu obou verzí pak byly fotografie členů skupiny.

## Seznam stop
| Strana 1 | Strana 1                                       | Strana 1               | Strana 1 |
| Pořadí   | Název                                          | Autor                  | Délka    |
| -------- | ---------------------------------------------- | ---------------------- | -------- |
| 1.       | No Opportunity Necessary, No Experience Needed | Richie Havens          | 4:48     |
| 2.       | Then                                           | Anderson*              | 5:46     |
| 3.       | Everydays                                      | Stephen Stills         | 6:08     |
| 4.       | Sweet Dreams                                   | Anderson, David Foster | 3:50     |

| Strana 2 | Strana 2         | Strana 2               | Strana 2 |
| Pořadí   | Název            | Autor                  | Délka    |
| -------- | ---------------- | ---------------------- | -------- |
| 5.       | The Prophet      | Anderson, Squire       | 6:34     |
| 6.       | Clear Days       | Anderson               | 2:06     |
| 7.       | Astral Traveller | Anderson               | 5:53     |
| 8.       | Time and a Word  | Anderson, David Foster | 4:32     |

### Remasterované skladby
Time and a Word bylo remasterováno a znovu vydáno v roce 2003 s několika bonusy:
| Pořadí | Název                                                         | Autor            | Délka |
| ------ | ------------------------------------------------------------- | ---------------- | ----- |
| 9.     | Dear Father                                                   | Anderson, Squire | 4:14  |
| 10.    | No Opportunity Necessary, No Experience Needed (Original Mix) | Havens           | 4:46  |
| 11.    | Sweet Dreams (Original Mix)                                   | Anderson, Foster | 4:20  |
| 12.    | The Prophet (Single Version)                                  | Anderson, Squire | 6:33  |

Stopy 9–11 se poprvé objevily na Západoněmeckém vydání Time and a Word, Atlantic/Teldec (GE) (24/4/70).

## Obsazení
- Jon Anderson (na původním LP uveden jako "John Anderson"): sólový zpěv, perkusy
- Peter Banks: kytary a zpěv
- Chris Squire: baskytara a zpěv
- Tony Kaye: varhany, piano
- Bill Bruford: bicí

host
- David Foster: akustická kytara na "Time and a Word"

## Reedice
- 1989 – Atlantic – CD
- 1994 – Atlantic – CD (remaster)
- 2003 – Rhino – CD (remaster s bonusy)